# 延沢城
延沢城（のべさわじょう）は、山形県尾花沢市にあった日本の城。別名霧山城、野辺沢城。国の史跡に指定されている。

## 概要
- 標高297メートルの丘陵の上にあった連郭式の山城。
- 城跡（本丸跡）には
  - 目通り7.35メートル、樹高26メートル、推定樹齢1,100年ほどの大杉（県指定天然記念物）
  - 櫓門跡や枡形門跡など。
  - 天人清水（小さな池）。

## 沿革
- 1547年（天文16年） - 初代城主延沢薩摩守満重によって築城されたと伝えられている。延沢氏は後に天童八楯の一員。
- 1622年（元和8年） - 仕えていた最上家取り潰しにより幕府に没収。
- 1667年（寛文7年） - 幕府の手によって城郭は破却されたといわれる。その際、三の丸にあった大手門を尾花沢市龍護寺に移築したものとされる。
- 1955年（昭和30年）10月25日 - 延沢城本丸跡の大杉が「延沢城跡のスギ」として山形県指定天然記念物となる。
- 1962年（昭和37年）11月27日 - 尾花沢市龍護寺の山門（旧延沢城三の丸大手門を移築）が尾花沢市指定有形文化財となる。
- 1985年（昭和60年）12月21日 - 「延沢銀山遺跡」の一部として国の史跡に指定される。